# Ariel (azienda)
La Ariel Ltd è una delle più piccole case automobilistiche britanniche. Fondata nel 1999 con sede nel Somerset, ha un totale di 19 dipendenti e produce un centinaio di auto all'anno.
La ditta, nome a parte, non ha alcun legame con la Ariel Motorcycles, ditta produttrice di motociclette e automobili degli anni trenta e anni quaranta, ma nasce dalla Solocrest Ltd.
Il prodotto di punta della azienda è costituito dalla Ariel Atom, una delle poche vetture al mondo sportive stradali sprovviste di carrozzeria e tetto (è molto simile ad una monoposto da corsa). Il telaio è del tipo tubolare quasi completamente a vista mentre motore (245CV) e cambio sono quelli della Honda Civic Type-R.
La leggerezza (solo 456 kg il peso totale della Atom) dell'insieme fa sì che la vettura, nella versione sovralimentata, raggiunga un rapporto peso/potenza di circa 600 hp per ton.